# فرودگاه بین‌المللی آفونسو پنا
فرودگاه بین‌المللی آفونسو پنا (به انگلیسی: Afonso Pena International Airport) (به زبان بومی: Aeroporto Internacional Afonso Pena) یک فرودگاه همگانی مسافربری با کد یاتا CWB است که یک باند فرود آسفالت دارد و طول باند آن ۱۸۰۰ متر است. این فرودگاه در شهر کوریتیبا کشور برزیل قرار دارد و در ارتفاع ۹۱۱ متری از سطح دریا واقع شده است.

## شرکت‌های هواپیمایی و مقصدهای پروازی

### مسافری
| شرکت‌های هواپیمایی                                   | مقصدهای پروازی |
| --------------------------------------------------- | --- |
| ارولینیاس آرژانتیناس اجرا توسط اوسترال لینئاس آئراس | محله هوایی یورگ نوبری |
| اویانکا برزیل                                       | برازیلیا، سائو پائولو گوارولوس |
| آزول برزیلین ایرلاینز                               | تانکردو نوس، ویراکوپوس-کامپیناس، کامپوگرانده، کسکول، فوز دو ایگواسو، لوندرینا، منطقه‌ای مارینگا، سلگدو فیلهو، پورتو سگورو، ریکایف، سانتوس دومنت، کونگونیاس-سائو پائولو، سائو پائولو گوارولوس |
| گول ایر ترنسپورت                                    | برازیلیا، منطقه‌ای مارینگا، سلگدو فیلهو، ریو دوژانیرو گالیائو، سانتوس دومنت، کونگونیاس-سائو پائولو، سائو پائولو گوارولوس                                                                     |
| تام ایرلاینز                                        | برازیلیا، سلگدو فیلهو، ریو دوژانیرو گالیائو، کونگونیاس-سائو پائولو، سائو پائولو گوارولوس، Salvador                                                                                          |
| پاساردو لینهاس آئرئاس                               | کسکول، لایت لوپژ |

### باری
| شرکت‌های هواپیمایی             | مقصدهای پروازی                    |
| ----------------------------- | --------------------------------- |
| فلوریدا وست اینترنشنال ایرویز | میامی                             |
| لوفت‌هانزا کارگو               | لئوپولد سدار سنگور، فرانکفورت     |
| کارگولوکس                     | لوگزامبورگ - فیندل                |
| Cargolux Italia               | میلانو مالپنسا                    |
| LAN Cargo                     | اسخیپول آمستردام                  |
| Total Linhas Aéreas           | هرکیلیو لوز، سائو پائولو گوارولوس |